# 電通アドギア
株式会社電通アドギアは、日本の広告代理店である。電通とサントリーによる出資を受けて設立された経緯を持つ。プロモーション、インバウンド、OOHメディアなどに強みを持つ。前身は宣弘社。本社は東京都中央区に位置する。大阪市にも支社がある。

## 歴史
2002年、サントリーが宣弘社を買収。2010年に電通が同社の株式を取得し筆頭株主となった。2011年4月には、社名を「アドギア」から「電通アドギア」に変更した。2017年に創立15周年を迎えた。

## 所在地
- 東京本社 - 東京都中央区銀座8-21-1　住友不動産汐留浜離宮ビル
- 大阪支社 - 大阪府大阪市北区中之島3-2-4　中之島フェスティバルタワー・ウエスト